# Twiningia reticulata
Twiningia reticulata är en insektsart som beskrevs av Beamer 1942. Twiningia reticulata ingår i släktet Twiningia och familjen dvärgstritar. Inga underarter finns listade i Catalogue of Life.